# Birgitta Linnér
Birgitta Linnér, född 25 oktober 1920 i Ystad, död 21 augusti 2003 i Stockholm, var en svensk författare, familjerådgivare och jurist. Hon var gift med professor Sven Linnér.
Linnér, som var dotter till kyrkoherde Harald Erici och Berta Cedergren, blev juris kandidat vid Lunds universitet 1946, studerade psykologi och sociologi vid Harvard University och University of Chicago 1948–1949 diplomerades från Sankt Lukasstiftelsen 1964 och deltog i gruppterapiutbildning i Stockholm 1972. 
Linnér var resesekreterare hos Sveriges kristliga gymnasiströrelse 1946–1947, familjerådgivare vid Stockholms stads familjerådgivningsbyrå 1951–1974, socialinspektör 1969–1974, var bosatt i Åbo 1974–1985 och frilans från 1974. Hon var sakkunnig i fackskoleutredningen 1962–1963 samt höll föreläsningar och skrev artiklar i Sverige och internationellt om könsroller, befolkningsfrågan och kvinnans ställning i världen. Makarna Linnér är begravda på Långlöts kyrkogård på Öland.

## Filmmedverkan
- 1971 – Kärlekens XYZ